# 熊谷一弥
熊谷一弥（1890年9月10日—1968年8月16日），日本男子网球运动员。史上九位打進大滿貫賽事八強的亞洲選手之一。在1920年夏季奧林匹克运动会取得男子单打和双打两面银牌，是日本首位取得奧林匹克运动会獎牌的运动员。

## 外部連結
- 熊谷一弥（英文/西班牙文）的官方資料
- 熊谷一弥的國際網球總會 職業／青少年 官方資料（英文）
- 熊谷一弥的官方資料（英文）
- 引退選手:熊谷一弥（故人） - 日本テニス協会公式サイト （页面存档备份，存于） （日語）